# Eddington
Eddington és una població dels Estats Units a l'estat de Maine (EUA). Segons el cens del 2000 tenia 2.052 habitants.

## Demografia
Segons el cens del 2000, Eddington tenia 2.052 habitants, 825 habitatges, i 595 famílies. La densitat de població era de 31,6 habitants/km².
Dels 825 habitatges en un 30,2% hi vivien nens de menys de 18 anys, en un 58,5% hi vivien parelles casades, en un 8,7% dones solteres, i en un 27,8% no eren unitats familiars. En el 21,1% dels habitatges hi vivien persones soles el 6,7% de les quals corresponia a persones de 65 anys o més que vivien soles. El nombre mitjà de persones vivint en cada habitatge era de 2,46 i el nombre mitjà de persones que vivien en cada família era de 2,84.
Per edats la població es repartia de la següent manera: un 22,1% tenia menys de 18 anys, un 6,4% entre 18 i 24, un 30,9% entre 25 i 44, un 27,5% de 45 a 60 i un 13% 65 anys o més.
L'edat mediana era de 40 anys. Per cada 100 dones de 18 o més anys hi havia 96,3 homes.
La renda mediana per habitatge era de 40.250 $ i la renda mediana per família de 45.966 $. Els homes tenien una renda mediana de 31.105 $ mentre que les dones 22.445 $. La renda per capita de la població era de 19.113 $. Entorn del 3,2% de les famílies i el 6,7% de la població estaven per davall del llindar de pobresa.